# Федорки (Сумская область)
Федорки (укр. Федірки) — село,
Голубовский сельский совет,
Лебединский район,
Сумская область,
Украина.
Код КОАТУУ — 5922983007. Население по переписи 2001 года составляло 1 человек .

## Географическое положение
Село Федорки примыкает к селу Маньки.
По селу протекает пересыхающий ручей с запрудой.

## Происхождение названия
На территории Украины 2 населённых пункта с названием Федорки.